# 피아첸차 칼초 1919
피아첸차 칼초 1919(Piacenza Calcio 1919 S.r.l.)는 1919년에 창단된 이탈리아의 축구 클럽으로, 에밀리아로마냐주 피아첸차를 연고지로 한다. 팀을 상징하는 색은 빨간색과 하얀색이다.
1986년 앵글로-이탈리안컵에서 우승을 차지했으며 세리에 A에서 두 차례(1997-98 시즌, 2001-02 시즌)나 12위를 차지한 것이 최고 성적이다. 과거에는 외국인 선수 영입을 거절하는 순혈주의 정책을 취했지만 현재는 폐기된 상태이며 주로 유럽 국가 출신 외국인 선수가 많다.

## 성적
- 이탈리아 국내 대회
  - 세리에 B 우승 1회 (1994-95)
  - 세리에 C 우승 2회 (1986-87, 1990-91)

- 국제 대회
  - 앵글로-이탈리안컵 우승 1회 (1986)

## 선수 명단

### 현역
참고: FIFA 자격 규정에 따라 소속된 국가대표팀 국기를 표시합니다. 선수는 복수의 FIFA 비회원국 국적을 가지고 있을 수 있습니다.
| 번호 | 포지션 | 국적 | 이름        |
| ---- | ------ | ---- | ----------- |
| 20   | MF     | 기니 | 아마두 투레 |

| 번호 | 포지션 | 국적 | 이름 |
| ---- | ------ | ---- | ---- |